# Hrušovje
Hrušovje – wieś w Słowenii, w gminie Šentjur. W 2018 roku liczyła 18 mieszkańców.